# Libertas (Lidingö)

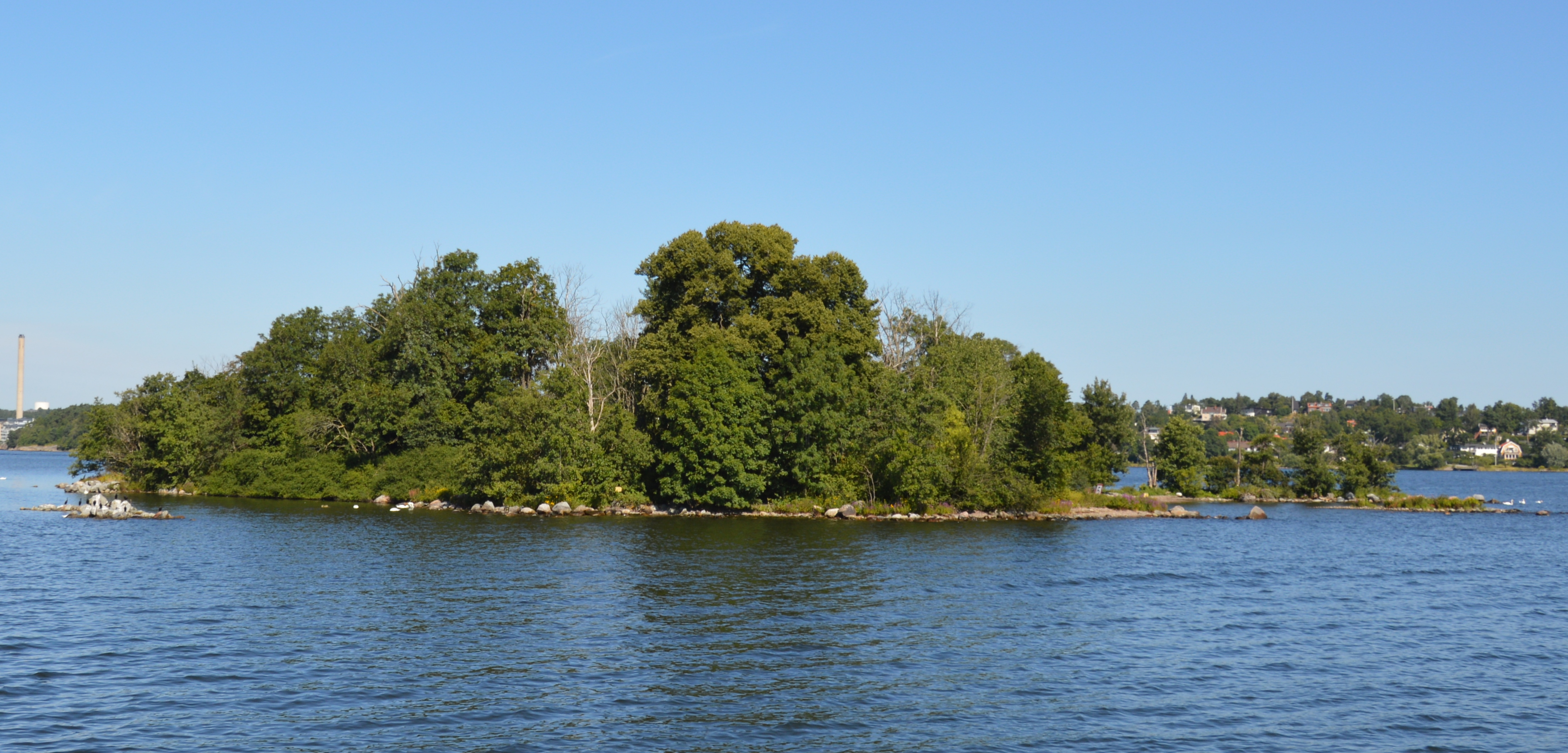
Libertas, Blick auf das Südufer

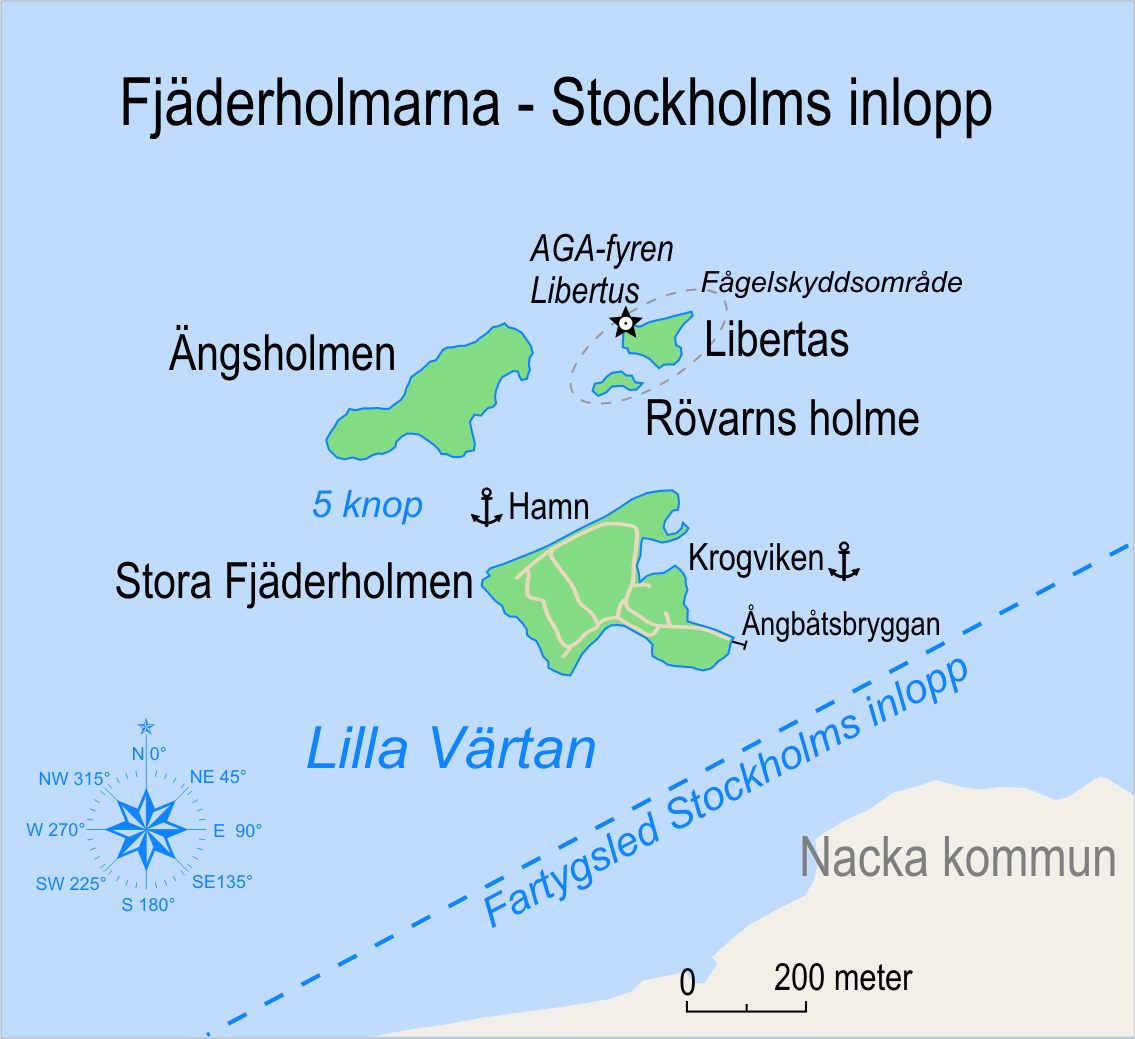
Lage Libertas innerhalb der Inselgruppe Fjäderholmarna

Libertas ist eine zu Schweden gehörende Insel im Stockholmer Schärengarten.
Sie ist die drittgrößte Insel der Inselgruppe Fjäderholmarna und gehört zur Gemeinde Lidingö. Libertas hat eine Grundfläche von annähernd dreieckiger Form, mit einer Kantenlänge von etwa 100 Metern. Nach Nordosten erstreckt sich eine schmale Landzunge. Die Insel ist bewaldet und mit mehreren Gebäuden bebaut. Unmittelbar südlich von Libertas liegt die Insel Rövarns holme, mit der Libertas ein Vogelschutzgebiet bildet.
Der Name Libertas geht vermutlich auf ein in der Nähe gesunkenes Schiff dieses Namens zurück. Zum Teil wird für die Insel auch der Name Gröne Jägaren verwandt, der gleichfalls auf ein gesunkenes Schiff zurückgehen soll. Im Jahr 1931 wurde an der Nordwestecke der Insel der Leuchtturm Libertus fyr errichtet, dessen Leuchtfeuer mit Acetylengas betrieben wird.
Von 1918 bis 1976 gehörte Libertas zu einem militärischen Sperrgebiet. Ab 1982 unterstand die Insel der Königlichen Djurgården-Verwaltung (Kungliga Djurgårdens Förvaltning). Seit 1995 ist die Insel Teil des Königlichen Nationalstadtparks.